# ۴۴۴ (پیش از میلاد)
۴۴۴ (پیش از میلاد) ۴۴۴مین سال قبل از تقویم میلادی است.